# Joseph Vendryes
Joseph Vendryes (Parigi, 13 gennaio 1875 – Parigi, 30 gennaio 1960) è stato un linguista francese.

## Biografia
Allievo di Antoine Meillet, lasciò il suo nome a una legge sull'accentazione delle parole in greco antico (Legge di Vendryes). Importanti sono state anche le sue ricerche sul latino e sulle lingue celtiche; pubblicò inoltre un'opera di linguistica generale (Le langage 1921). Fu docente nelle università di Clermont-Ferrand, di Caen, e infine di Parigi.
Era padre del fisico nucleare Georges Vendryes.

## Opere principali
- Recherches sur l'histoire et les effets de l'intensité initiale en Latin (1902)
- Traité d'accentuation Grecque (1904)
- Grammaire du vieil-irlandais (1908)
- Le langage (1921)
- La position linguistique du Celtique (1930)
- Lexique étymologique de l'irlandais ancien (1959)